# 张作相官邸
张作相官邸，位于中国吉林省西关宾馆院内，为一个省级文物保护单位，类型为近现代建筑，公布时间为2007年5月31日。该文物保护单位由吉林西关宾馆管理。
张作相官邸的历史年代为1927年。